# Josele Garza
Josele Garza (Cidade do México, 15 de março de 1962) é um ex-automobilista mexicano.
Participou sete vezes das 500 Milhas de Indianápolis. Aos 19 anos, dois meses e nove dias, Garza tornou-se o mais jovem piloto a participar da prova em 1981 e só perdeu o posto em 2003 para A. J. Foyt IV.

## Resultados na Indy 500
| Ano  | Chassis | Motor    | Pos. largada | Pos. final |
| ---- | ------- | -------- | ------------ | ---------- |
| 1981 | Penske  | Cosworth | 6º           | 23º        |
| 1982 | March   | Cosworth | 33º          | 29º        |
| 1983 | Penske  | Cosworth | 18º          | 25º        |
| 1984 | March   | Cosworth | 24º          | 10º        |
| 1985 | March   | Cosworth | 18º          | 31º        |
| 1986 | March   | Cosworth | 17º          | 18º        |
| 1987 | March   | Cosworth | 25º          | 17º        |